# Выханду
Вы́ханду (эст. Võhandu jõgi ) — самая длинная река Эстонии. Река берёт своё начало в окрестностях деревушки Саверна (эст. Saverna), пересекает озеро Йыкси и впадает в Тёплое озеро недалеко от деревни Выыпсу (эст. Võõpsu). Длина реки Выханду составляет 162 километра, а площадь бассейна 1420 км². Выше по течению от озера Вагула (эст. Vagula järv) река также носит имя Пюхайыги (эст. Pühajõgi), а вниз по течению — Воо (эст. Voo jõgi).
Река является судоходной между Псковско-Чудским озером и портом деревни Выыпсу.

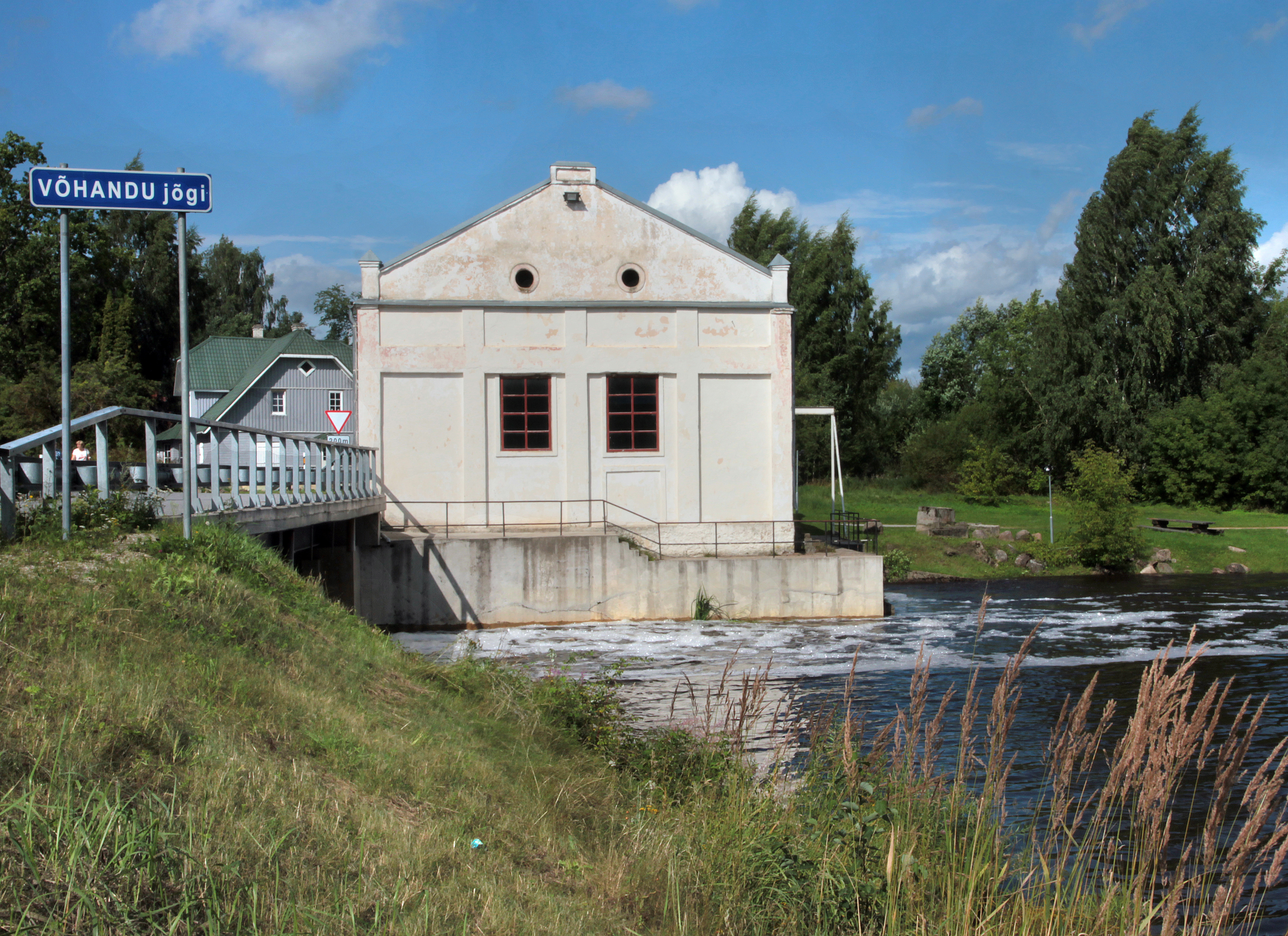
Гидроэлектростанция Леэваку на реке Выханду. Эстония

Правыми притоками реки Выханду являются реки и ручьи Мюгра (эст. Mügra oja), Кокле (эст. Kokle jõgi), Силлаотса (эст. Sillaotsa jõgi), Кяргула (эст. Kärgula oja), Яска (эст. Jaska oja), Рыуге (эст. Rõuge jõgi), Корели (эст. Koreli oja), Искна (эст. Iskna jõgi), Палумыйза (эст. Palumõisa oja), Пахтпяэ (эст. Pahtpää jõgi), Мядайыги (эст. Mädajõgi) и Варесмяэ (эст. Varesmäe oja).
Левыми притоками реки Выханду являются канава Парисоо (эст. Parisoo peakraav) и ручьи Кариоя (эст. Karioja), Вилусте (эст. Viluste oja) и Тооламаа (эст. Toolamaa oja).
В 1963 году был образован природный заказник, включающий в себя древнюю долину реки с высокими песчаными берегами.
На северной окраине города Выру на высоком берегу реки находится Замок Кирумпя.

Карта бассейна Чудско-Псковского озера и Нарвы